# 9811 Cavadore
9811 Cavadore è un asteroide della fascia principale. Scoperto nel 1998, presenta un'orbita caratterizzata da un semiasse maggiore pari a 2,2711642 UA e da un'eccentricità di 0,1575413, inclinata di 1,53172° rispetto all'eclittica.
L'asteroide è dedicato all'astronomo amatoriale francese Cyril Cavadore.